# 72 Things Younger Than John McCain
72 Things Younger Than John McCain là một cuốn sách của blogger người Mỹ Joe Quint. Cuốn sách liệt kê các yếu tố từ văn hóa đại chúng được tạo ra sau khi John McCain sinh năm 1936, bao gồm nachos, Social Security, bánh quy sô cô la, băng keo và mã ZIP. 72 Things Younger Than John McCain cũng bao gồm những người trẻ hơn McCain, mặc dù người đọc có thể tin rằng họ lớn tuổi hơn. Quint đã sử dụng cuốn sách để chỉ ra độ tuổi của ứng viên có liên quan hơn đến thành công của họ dưới chức vụ là Tổng thống của Hoa Kỳ hơn giới tính hoặc chủng tộc.